# Mount Blane
Mount Blane är ett berg i Kanada.   Det ligger i provinsen British Columbia, i den sydvästra delen av landet, 3 800 km väster om huvudstaden Ottawa. Toppen på Mount Blane är 1 675 meter över havet, eller 330 meter över den omgivande terrängen. Bredden vid basen är 4,6 km.
Terrängen runt Mount Blane är huvudsakligen mycket bergig.Trakten runt Mount Blane är nära nog obefolkad, med mindre än två invånare per kvadratkilometer.. Det finns inga samhällen i närheten.
Trakten runt Mount Blane består i huvudsak av gräsmarker.